# Platzové z Ehrenthalu

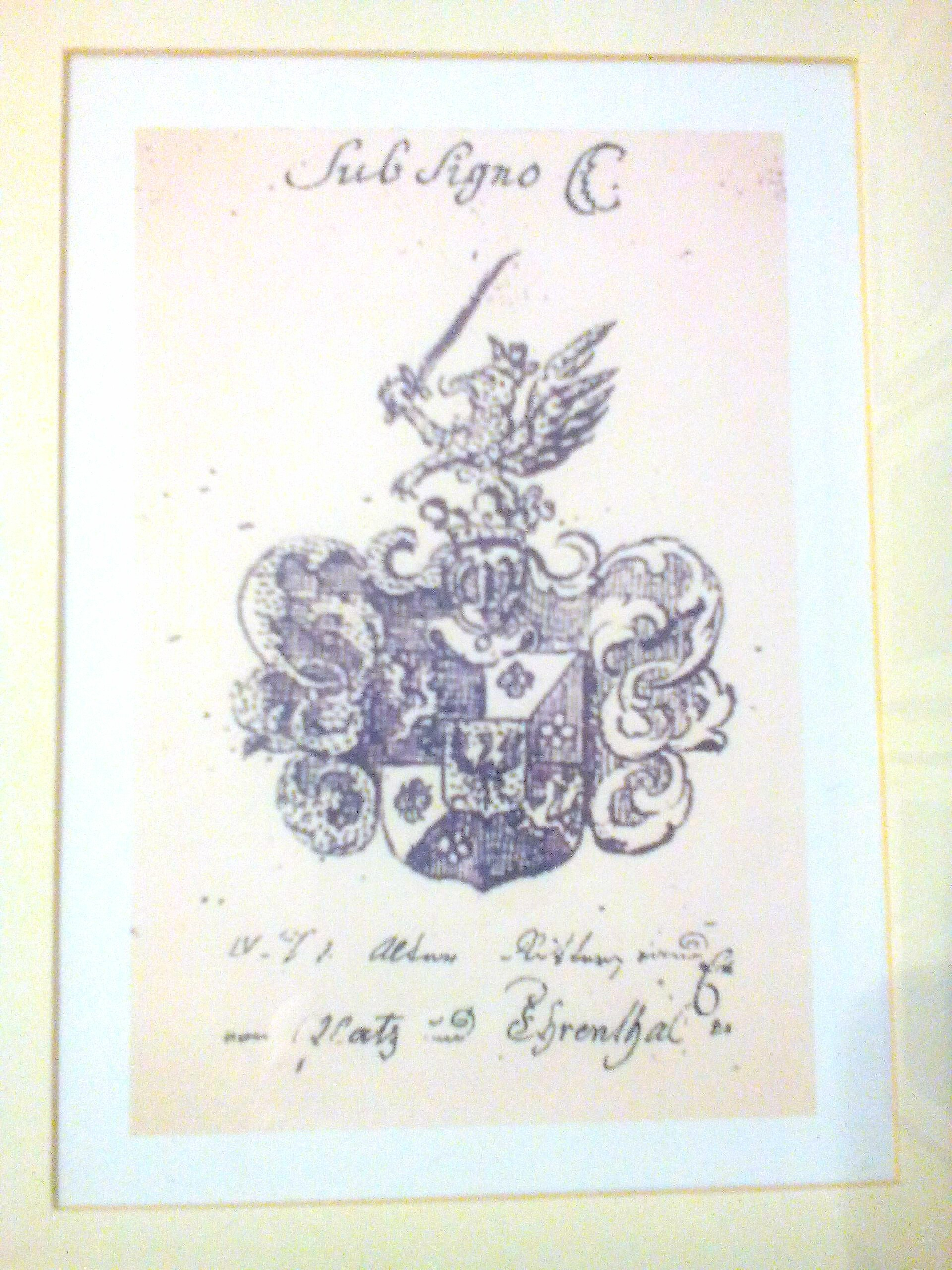
Erb rodu Platz von Ehrenthal

Platzové z Ehrentalu (něm. Platz von Ehrenthal), jejichž počátky se datují do 17. století, patří mezi českou šlechtu, která byla povýšena do  starého rytířského stavu. Pochází z Liberecka a následně se přesunul do Prahy, kde jeho potomci žijí doposud.

## Historie
Zakladatelem rodu je Karl Christian Platz (1663–1722), kterému byl udělen titul von Platz und Ehrenthal. Narodil se v rodině pláteníka a následně se vypracoval až na panského úředníka povýšeného za svoje zásluhy do šlechtického stavu v roce 1702 a v roce 1706 do starého stavu rytířského. Byl správcem grabštejnského panství, které patřilo rodu Gallasů. Vykonával i funkci tajného císařského rady. Sám měl ve vlastnictví lenní usedlost Vítkov, kde si vystavěl poblíž kostela panský dům, který byl však v 80. letech 20. století zbořen. V roce 1720 zakoupil usedlost Skřivany u Nového Bydžova, kde přebudoval původní tvrz na barokní zámek. Byl přezdíván "zlý představený"